# 五星镇 (太和县)
五星镇，是中华人民共和国安徽省阜阳市太和县下辖的一个乡镇级行政单位。

## 行政区划
五星镇下辖以下地区：
五星村、付桥村、刘关村、刘楼村、杨西楼村、于大村、芦庄村、稻香桥村和常寨村。